# 短距凤仙花
短距凤仙花（学名：Impatiens brachycentra）为凤仙花科凤仙花属的植物。分布在中亚地区以及中国大陆的新疆等地，生长于海拔850米至2,100米的地区，一般生于山坡林下、山谷水旁、林缘以及沼泽地，目前尚未由人工引种栽培。